# Atonia scalarata
Atonia scalarata är en tvåvingeart som beskrevs av Hermann 1912. Atonia scalarata ingår i släktet Atonia och familjen rovflugor. Inga underarter finns listade i Catalogue of Life.